# Салазкін Сергій Сергійович
Салазкін Сергій Сергійович (26 лютого (10 березня) 1862 — 4 серпня 1932, Ленінград) — біохімік.
Закінчив фізико-математичний факультет Петербурзького університету і медичний факультет Київського університету (1891). Професор Жіночого медичного інституту в Петербурзі (1898–1911), його директор (1905–1911). Міністр народної освіти Тимчасового уряду (вересень — жовтень 1917). З 1918 професор Таврійського університету, його ректор (1924–1925), професор Ленінградського медичного інституту (з 1925), директор Інституту експериментальної медицини (1927–1931).
Основні праці присвячені азотистому обміну у тваринному організмі: вивчав механізм і місце утворення кінцевих продуктів цього процесу (сечовини і сечової кислоти), роль печінки в ньому і значення аміаку. Показав, що сечовина в організмі ссавців утворюється з амінокислот; досліджував метаболізм сечової кислоти у птахів, роль еритроцитів і гемоглобіну при утворенні сечовини в печінці та ін.